# آرثر جاي جاكسون
آرثر جاي جاكسون (بالإنجليزية: Arthur J. Jackson)‏ هو ضابط أمريكي، ولد في 18 أكتوبر 1924 في كليفلاند في الولايات المتحدة، وتوفي في 14 يونيو 2017 في بويسي في الولايات المتحدة.